# Septicflesh
Septicflesh, ранее Septic Flesh, (с англ. — «Зараженная плоть») — метал-группа из Греции. Коллектив сочетает в своём звучании такие жанры как дэт-метал, симфоник-метал и дум-метал.

## Название
Septic Flesh с английского переводится «Зараженная плоть». Название предложил друг Спироса Антониу, однако Сотирис Вагенас был категорически не согласен с таким именем группы, считая его слишком дэт-металическим и предложил своё название — Cemetery (с англ. — «кладбище»). В итоге коллектив всё-таки выбрал наименование Septic Flesh. В 2007 году группа сменила название на Septicflesh (без пробела).

## История

### Первые годы
Греческая группа Septic Flesh сформировалась в марте 1990 года следующим составом: Сотирис Вагенас (ведущая гитара), Спирос «Сет» Антониу (a.k.a. Seth Siro Anton) (бас-гитара и вокал), и Крис Антониу (гитары). Уже в декабре 1991 года был издан первый ЕР Temple of the Lost Race. Позже выпущен на виниле тиражом 1000 копий греческим лейблом Black Power Records. Вскоре этот релиз был полностью распродан и стал настоящей коллекционной редкостью. Как говорил Сотирис по поводу альбома:
У братьев было несколько своих песен, у меня парочка, и мы записали наше первое демо Forgotten Path. Его сложно назвать коллективной работой, потому что на первом этапе я не лез в их материал, а они — в мой. Я сам в жизни бы не дал песне название «Melting Brains». Это демо постиг настоящий успех, учитывая, что большая часть была продана за пределами Греции.

### АльбомMystic Places of a Dawn
Первый полноформатный студийный альбом Mystic Places of Dawn был записан в апреле 1994 года. Его запись проходила в январе-феврале 1994 года в Storm Studio под руководством продюсера и звукоинженера Magus Wampyr Daoloth (в разное время принимавшего участие в таких легендарных проектах, как Rotting Christ, Necromantia, Naos, Diabolos Rising, Raism, Thou Art Lord). Альбом вышел на Holy Records в апреле того же года и поразил слушателей своей оригинальностью. Трек «Return To Carthage», был отобран работниками Nuclear Blast для выпуска в составе третьей части легендарного сборника «Death Is Just The Beginning».

### ΕΣΟΠΤΡΟΝ,Ophidian WheelиFallen Temple
С 1991 по 1997 года из группы никто не уходил, и только на альбомах The Ophidian Wheel (1997) и A Fallen Temple (1998) к группе присоединилась Натали Рассулис — исполнительница женских вокальных партий.
ΕΣΟΠΤΡΟΝ был записан снова Storm Studio, опять с Magus Wampyr Daoloth в роли звукоинженера, но группа прогрессировала, стиль музыки поменялся — темп исполнения замедлился, появилось большее количество элементов дум-метала.
В мае 1997 года на Holy Records вышел альбом Ophidian Wheel. Его запись проходила в октябре-ноябре 1996 года в Praxis Studio, а сопродюсером выступил Lambros Sfyris. Вокальные партии были исполнены певицей по имени Натали Рассулис, впервые за историю группы. Альбом приобрёл больше неоклассических элементов, за которые отвечал Крис Антониу, закончивший музыкальный университет в Англии.
В 1998 году команда записала альбом A Fallen Temple, основанный на переработке Temple of the Lost Race и записи нескольких новых песен. Они вновь встретились в Praxis Studio и перезаписали старые песни. Из нового материала на диск попало всего пять композиций, причём две из них («Marble Smiling Face» и «The Eldest Cosmonaut») вскоре стали очень популярными. На ту же «The Eldest Cosmonaut» был снят первый видеоклип группы.

### Revolution DNA
Запись альбома Revolution DNA началась 12 июня 1999 года в шведской Studio Fredman (Arch Enemy, In Flames, HammerFall) с продюсером Fredrik Nordström.
В результате получился новый для Septic Flesh альбом в плане жанра с элементами дарк-метал. Отличительные признаки — атмосферное звучание и хитовые песни, как «Little Music Box» или «DNA». Но альбом принят неоднозначно, раскритикован, продажи упали, лейбл недоволен, недовольны и сами музыканты.

### Проект Chaostar и переход к новому лейблу
После выхода пластинки Christos Antoniou организовал сайд-проект Chaostar, к которому привлёк своих коллег по Septic Flesh, в том числе и Natalie Rassoulis.
Когда Крис вернулся к своей основной команде, оказалось что рамки Holy Records стали тесны для группы, и музыканты занялись поисками нового лейбла. Процесс поиска затянулся на несколько месяцев и увенчался успехом лишь в конце 2001 года — Septic Flesh наконец-то перешли под крыло известного европейского дэт-метал-лейбла Hammerheart Records.

### АльбомSumerian Daemonsи распад группы
Альбом был записан в 2003 году. Как говорил Сотирис Вагенас, альбом посвящён старейшей человеческой цивилизации — шумерам.
Группа распалась в октябре 2003 года. Участники продолжали заниматься своими проектами.

### Реюнион.CommunionиThe Great Mass
В феврале 2007 года было объявлено о воссоединении группы. Коллектив сменил название на Septicflesh. Сначала были анонсированы выступления на греческом Metal Healing Festival, который прошёл 20—22 июля 2007 года с участием Orphaned Land, Rage и Aborted, однако этим дело не ограничилось, и к марту 2008 на лейбле Season of Mist был подготовлен новый альбом — Communion, записанный с участием 80 музыкантов Пражского филармонического оркестра и хора из 32 человек.
Запись нового альбома The Great Mass началась в августе 2010 года в студии Devasoundz в Афинах и закончилась 18 апреля 2011 года.
Выход альбома предварял цифровой сингл «The Vampire From Nazareth», который вышел 17 декабря 2010 года на лейбле Season of Mist.
В июне — июле 2011 года Children of Bodom, Devin Townsend, Septicflesh и Obscura провели серию совместных концертов в США и Канаде.

### Titan
Девятый студийный альбом Septicflesh Titan вышел в июне 2014 года на лейблах Season of Mist и Prosthetic Records.
В том же году Кристос Антониу и Фотис Бенардо приняли участие в работе над альбомом Skin Age египетской группы Odious. Бенардо сочинил и исполнил все гитарные партии, а Антониу занимался оркестровками и миди-аранжировками.
В декабре 2014 года из группы ушёл ударник Фотис Бенардо. Его заменил австрийский барабанщик Керим Лехнер, сотрудничавший с Decapitated и Behemoth.

### Codex Omega
1 сентября 2017 года Septicflesh выпустили десятый студийный альбом — Codex Omega. Для его записи, как и в случае с тремя предыдущими дисками, был привлечён Пражский филармонический оркестр. Продюсировал диск шведский продюсер Йенс Богрен. Альбом является первой совместной студийной работой группы с ударником Керимом Лехнером.

### Infernus Sinfonica MMXIX
31 июля 2020 года Septicflesh выпустили концертный альбом под названием названием Infernus Sinfonica MMXIX. Он записывался в феврале 2019 года во время концерта в Мехико. Выступление проходило при участии оркестра из более чем 100 музыкантов. DVD и Blu-Ray Infernus Sinfonica MMXIX выпущены французским лейблом Season of Mist.

### Modern Primitive
4 марта 2022 года группа анонсировала новый альбом, Modern Primitive, который вышел 20 мая того же года на лейбле Nuclear Blast. Septicflesh также выложили клип на первый сингл с грядущего альбома «Hierophant». Второй сингл «Neuromancer» вышел 25 марта, третий — 22 апреля 2022 года.

## Влияние
Группа оказала большое влияние на греческую метал-сцену и является третьей по значимости метал-группой страны (после Rotting Christ и Necromantia).

## Состав
Текущий состав
- Сотирис Вагенас — гитара, вокал, клавишные (1990—2003, 2007 — настоящее время)
- Спирос Антониу — вокал, бас-гитара (1990—2003, 2007 — настоящее время)
- Христос Антониу — гитара, оркестровки, семплинг (1990—2003, 2007 — настоящее время)
- Керим Лехнер[англ.] — ударные, перкуссия (2014 — настоящее время)
- Динос Прассас — гитара (2018 — настоящее время, в 2011–2018 концертный участник)

Бывшие участники
- Димитрис Валасополос — ударные, перкуссия (1990—1991)
- Акис Карпанос — ударные, перкуссия (1999—2003)
- Георг Захарополос — клавишные (2001—2003)
- Фотис Гинакополос — ударные, перкуссия (2003, 2007—2014)

Сессионные музыканты
- Костас Савидис — ударные (1993—1997)
- Боб Катсионис — клавишные (2003)

Временная шкала

## Дискография
Студийные альбомы
- 1994 — Mystic Places of Dawn
- 1995 — ΕΣΟΠΤΡΟΝ
- 1997 — Ophidian Wheel
- 1998 — A Fallen Temple
- 1999 — Revolution DNA
- 2003 — Sumerian Daemons
- 2008 — Communion
- 2011 — The Great Mass
- 2014 — Titan
- 2017 — Codex Omega
- 2022 — Modern Primitive

Мини-альбомы
- 1991 — Temple of the Lost Race
- 1998 — The Eldest Cosmonaut

Концертные альбомы
- 2014 — Live in Toulouse
- 2020 — Infernus Sinfonica MMXIX

Демо
- 1991 — Forgotten Path
- 1992 — Temple of the Lost Race
- 1993 — Morpheus Awakes

Сборники
- 1999 — Forgotten Paths (The Early Days)
- 2015 — 1991-2003 (бокс-сет)
- 2015 — Temple of the Lost Race/Forgotten Path
- 2017 — Entering Astral Realms
- 2019 — In the Flesh - Part I (бокс-сет)
- 2021 — In the Flesh - Part II (бокс-сет)